# Église Saint-Martin de Reuil
L'  église de Reuil  est une église classée comme monument historique en 1919 se trouvant à Reuil, en France.

## Historique
Le portail Saint-Martin fait partie des premiers monuments à être classé monument historique par la liste de 1919.

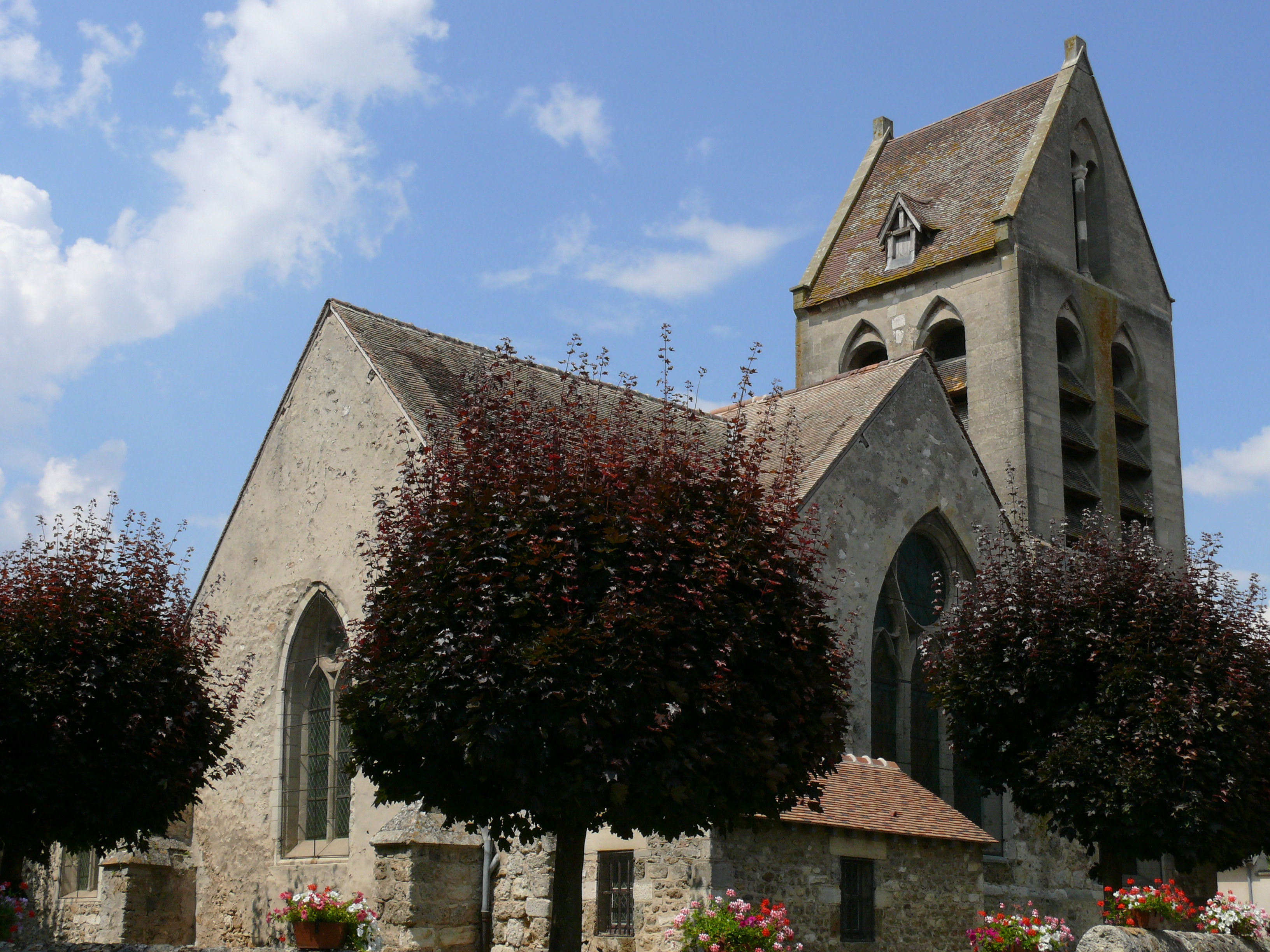
L'église et son clocher.